# Vijfhoekige orthogonale koepelrotonde
Een vijfhoekige orthogonale koepelrotonde is in de meetkunde het johnsonlichaam J32. Deze ruimtelijke figuur kan worden geconstrueerd door een vijfhoekige koepel J5 en een vijfhoekige rotonde J6 met hun congruente grondvlakken op elkaar te plaatsen. Hetzelfde geldt voor een vijfhoekige gedraaide koepelrotonde J33, maar het verschil is dat de koepel en de rotonde daarin 36° verschillend ten opzichte van elkaar zijn gedraaid.
De 92 johnsonlichamen werden in 1966 door Norman Johnson benoemd en beschreven.
- (en)  MathWorld. Pentagonal Orthocupolarotunda.